# Zdrapka

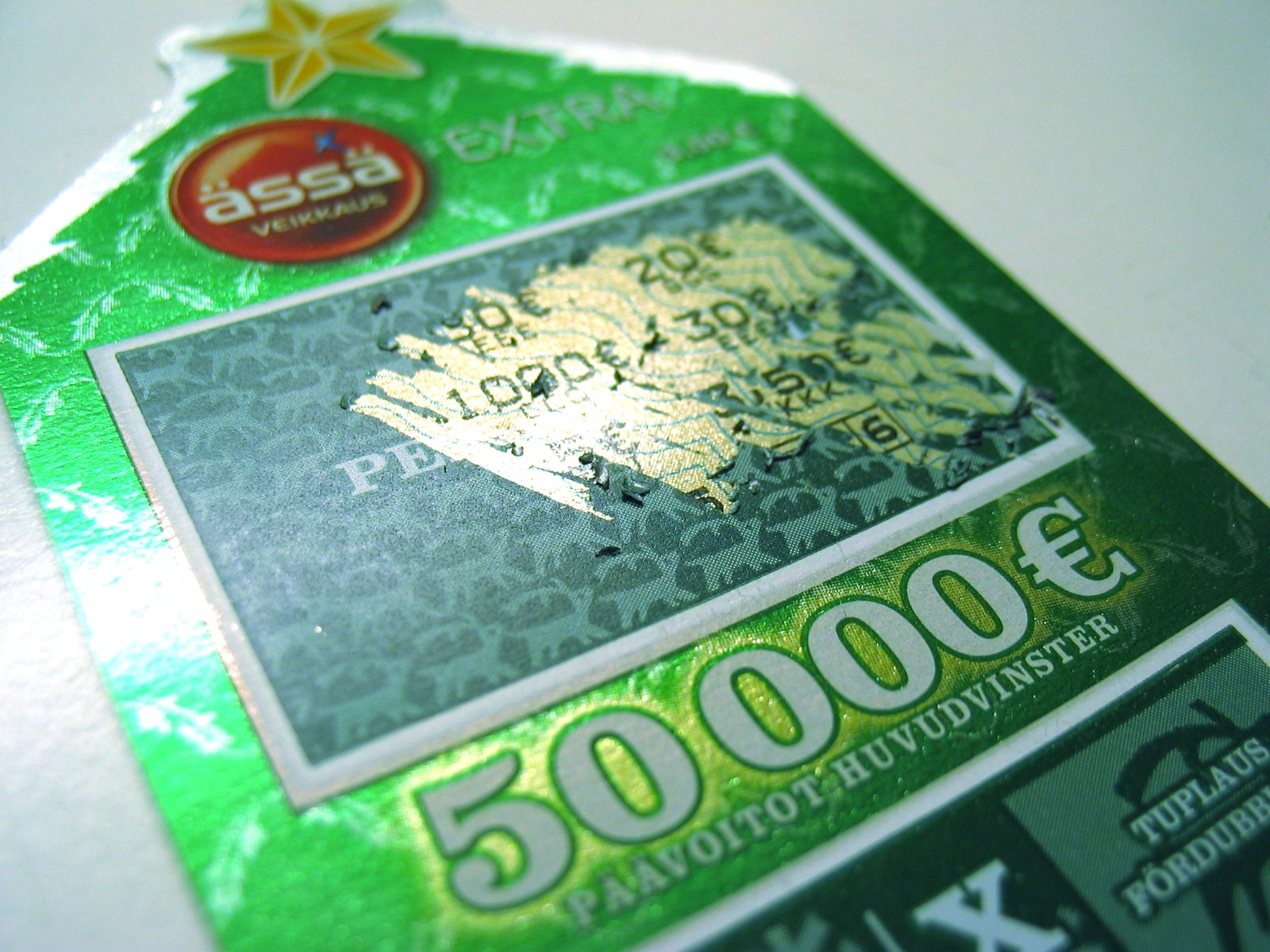
Zdrapka loteryjna

Zdrapka – technika poligraficzna, polegająca na pokrywaniu właściwego druku warstwą ochronną, uniemożliwiającą jego odczytanie bez jej zdrapania (stąd nazwa). Zdrapki są wykorzystywane przez organizatorów loterii (Polski Monopol Loteryjny, tabloidy), a także przez operatorów sieci telefonii komórkowej w systemie pre-paid. Usunięcie warstwy ochronnej jest równoznaczne z zawarciem umowy cywilnoprawnej lub akceptacją regulaminu konkursu, bądź loterii.